# Moso (Crema)
Il Mòso (Mós in dialetto cremasco) è una vasta area agricola a nord-ovest di Crema, parzialmente protetta da un parco locale di interesse sovracomunale.

## Storia
Il Moso di fatto è una piccola depressione, profonda fino a 4 metri rispetto al livello fondamentale della pianura, rimasta a lungo coperta da un vasto acquitrino.
La collocazione all'interno dell'antica Isola Fulcheria ha fatto ipotizzare che la sua formazione abbia avuto origine tra il V e l'VIII secolo dopo Cristo quando una serie di modifiche climatiche con forti precipitazioni avrebbero favorito il ristagno delle acque delle rogge di origine risorgiva.
Il termine Moso deriva non a caso dalla voce germanica mos, che significa palude. Nella parte meridionale, le rogge Acqua Rossa e Cresmiero permettevano un lento deflusso delle acque. Mai prosciugato al tempo delle bonifiche benedettine e cistercensi, quando il Cremasco divenne un dominio veneto la Repubblica di Venezia ne ostacolò il risanamento per questioni strategiche: la palude del Moso rappresentava infatti una barriera naturale a difesa della città di Crema e delle sue mura.

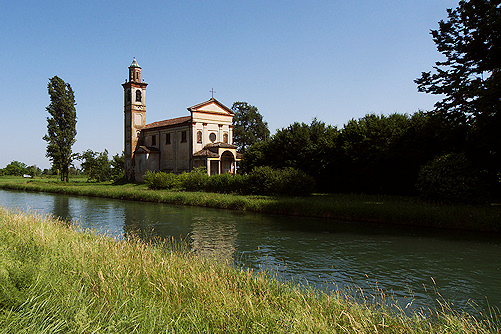
La chiesetta di Santa Caterina lungo il Canale Vacchelli

Solo nella prima metà del XIX secolo, caduta da tempo ogni esigenza difensiva, si iniziò lo sfruttamento dell'area con l'estrazione della torba, mentre la costruzione del Canale Vacchelli, dopo il 1887, ne permise la definitiva bonifica e la conversione all'uso agricolo.
Vennero costruite molte cascine: cascina Grande, cascina Borlina, cascina Mosino, cascina Bosco, cascina Merlata, cascina Casello. Nel 1930, non lontano dalla cascina Grande fu innalzato un edificio, oggi privato, da adibire a scuola. In prossimità del medesimo iniziò, a partire dal 1941 la costruzione di una chiesa da parte della famiglia Vimercati-Sanseverino; si tratta di una costruzione in forme classiche con la facciata scandita da quattro lesene che racchiudono un rosone e due statue, il tutto sormontato da un timpano triangolare. Alla facciata è addossato un protiro, sotto il quale sono murate alcune lapidi commemorative riferite agli alpini cremaschi scomparsi, per le quali l'edificio è popolarmente chiamato "chiesa degli alpini". Nel 1951 vi vennero traslate le spoglie mortali del tenente degli alpini Marcantonio Vimercati-Sanseverino e la chiesa mutò dedicazione, dall'originale San Marco all'attuale Santa Caterina in onore della madre dello scomparso. La chiesa risulta in parziale stato di degrado, chiusa al culto e con gli ingressi murati.

## Il Moso oggi

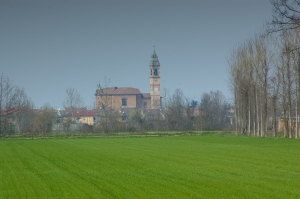
Il Moso presso Trescore Cremasco

Molte cascine sono spopolate o in rovina, conseguenza di una forte meccanizzazione in ambito agricolo e della relativa diminuzione di personale addetto. L'area tuttavia è suggestiva per la presenza di una fitta rete idrografica, nella quale vanno quanto meno ricordati il canale Vacchelli, affiancato da una bella e frequentata pista ciclopedonale, e la roggia Alchina, che un tempo attraversava la palude in un letto pensile.

## Il Parco agricolo del Moso
Lungo le rogge e i corsi d'acqua si riconoscono specie vegetali e animali che ricordano l'antica palude, di fatto una rarità nel panorama dell'intera provincia. Per questo iniziava nel 1999 l'iter istituzionale della creazione di un parco con la stipula di una convenzione tra la Provincia di Cremona ed i comuni interessati; tuttavia, all'atto dell'istituzione, in accordo alla delibera di Giunta provinciale n. 146 del 17 marzo 2009, ne rimanevano fuori i comuni di Trescore Cremasco e Palazzo Pignano non avendo ancora individuato in quell'anno nei loro piani di governo del territorio i rispettivi perimetri.
Il Parco agricolo del Moso mantiene alcuni lembi boscati, in particolare di farnie e di olmi, e piccole zone umide anche di pregio; non mancano aree boscate di origine artificiale quali i frequenti pioppeti..
L'istituzione del parco, inoltre, si prefigge di ricreare corridoi ecologici tra i boschi per favorire lo spostamento di animali, per lo più invertebrati e specie animali di piccola taglia.
Contraddistingue l'area la presenza del prato stabile, considerato serbatoio di biodiversità e presente grazie all'abbondante apporto idrico dei numerosi corsi d'acqua di origine risorgiva: questo tipo di utilizzo del suolo era un tempo molto frequente in gran parte del Cremasco e si tratta di una superficie erbosa, sia spontanea sia artificiale, sfalciato quattro o cinque volte l'anno.

## La cascina Ombrianello
Nella parte meridionale del Moso, ormai prossima all'espansione urbana e industriale di Crema, si trova la cascina Ombrianello, costruita nel 1880. Il complesso rappresenta un ottimo esempio architettonico di struttura rurale ottocentesca, in perfetto stile unitario, con gli spazi razionalmente organizzati in base alla vita e alle attività agricole. Un viale oggi del tutto scomparso collegava il complesso agricolo alla residenza della proprietà: palazzo o villa Rossi a Ombriano. La struttura, in parte rimodernata, è oggi adibita prevalentemente a centro ricreativo e sportivo (vi è stato allestito un golf club) o affittata per eventi.

## Santa Maria dei Mosi

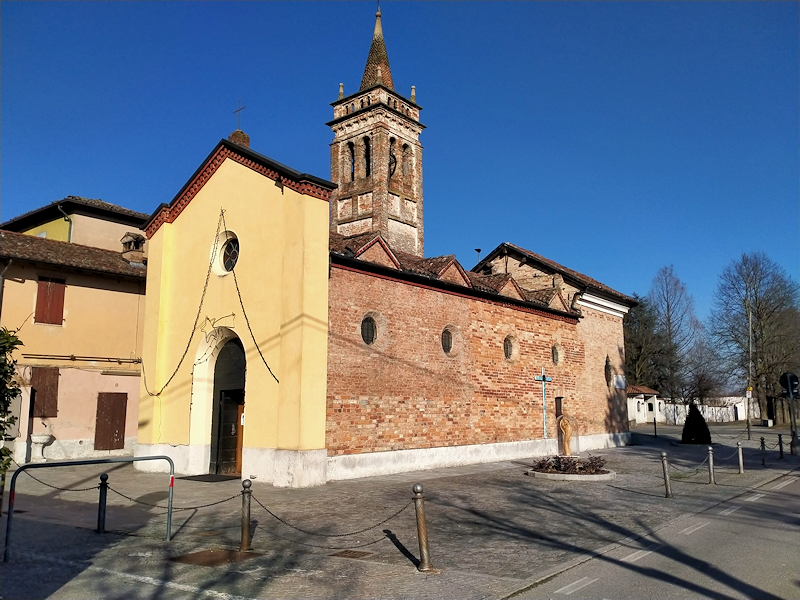
La chiesa parrocchiale della Beata Vergine Maria

L'area dà il nome al piccolo abitato di Santa Maria dei Mosi, frazioncina di Crema lungo la strada per Treviglio. La parrocchia fu creata nel 1949 smembrandola da quella di Santo Stefano in Vairano. Vi sorge una piccola chiesa dedicata alla Beata Vergine Maria e consta di un corpo di fabbrica realizzato in due momenti distinti tra XV e XVII secolo. Ha una semplice facciata ed è affiancata da un campanile cinquecentesco alto 20 metri.